# Eduard Schulte (Archivar)
Eduard Schulte (* 6. Februar 1886 in Wattenscheid; † 29. Mai 1977 in Rinkerode) war ein deutscher Archivar, Historiker und Jurist.

## Leben
Schulte besuchte das humanistische Gymnasium in Wattenscheid und legte dort 1904 sein Abitur ab. Anschließend studierte er Rechtswissenschaften an den Universitäten Freiburg, Kiel und Münster. 1908 legte er das erste Staatsexamen ab und wurde mit einem rechtsgeschichtlichen Thema promoviert. In den folgenden Jahren musste Schulte seine Ausbildung aufgrund einer Lungenerkrankung unterbrechen und hielt sich in verschiedenen Sanatorien auf. Das vorherige Interesse an historischer Forschung nahm nun so weit zu, dass Schulte sich zum Wintersemester 1911/12 an der Philosophischen Fakultät der Universität Freiburg im Fach Geschichte immatrikulierte. 1913 erhielt er eine Stelle am Stadtarchiv Münster, zunächst als Volontär, ab 1915 als verbeamteter Stadtarchivar. Schulte war der erste hauptamtliche Stadtarchivar in Münster.
1928 wurde Schulte Geschäftsführer der Historischen Kommission für Westfalen, der er seit 1917 angehört hatte. Nach der Machtübernahme der Nationalsozialisten trat er am 22. April 1933 der NSDAP bei. Er wurde Gaufachberater für Archivwesen, Geschichte und Heimatkunde und später Archivar für den Gau Westfalen-Nord. Ende 1933 musste Schulte die Geschäftsführung der Historischen Kommission abgeben, da es ihm nicht gelungen war, die Kommission stärker auf NSDAP-Linie zu bringen. Schulte kehrte ans Stadtarchiv Münster zurück und wurde dort zum Stadtarchivdirektor befördert. 1938 wurde Schulte als Leiter der „Forschungsstelle Westfälischer Frieden“ abgeordnet, um eine für 1948 geplante Ausstellung zum 300. Jubiläum des Westfälischen Friedens vorzubereiten.
Gegen Kriegsende kam es in den Ausweichstandorten des Stadtarchivs Münster zu Plünderungen, außerdem ließ Schulte wohl auch gezielt Archivbestände vernichten, die ihn selbst belasteten. Im Juni 1945 wurde er als „politisch Belasteter“ aus dem Dienst entlassen und im Lager Staumühle interniert. 1947 stufte man Schulte im Entnazifizierungsverfahren als „minderbelastet“ ein, 1948 wurde er zum „Mitläufer“ herabgestuft. Schulte erhielt die Hälfte seiner Pensionsbezüge, durfte aber nicht mehr auf seine alte Stelle zurückkehren.
In den folgenden Jahrzehnten lebte Schulte als Historiker in Wöbbel und Wattenscheid und gründete 1945 eine „Forschungsstelle für Familienforschung“.

## Schriften (Auswahl)
- Das Gewerberecht der deutschen Weistümer: ein Beitrag zur Geschichte des deutschen Gewerberechts. Winter, Heidelberg 1909 (Deutschrechtliche Beiträge; 3,4).
- Die Kriegssammlung des Stadtarchivs Münster. In: Westfalen, Jg. 7 (1915), S. 29f.
- Velbert um die Mitte des XIX. Jahrhunderts: in mundartlichen Darstellungen. Lesever, Velbert 1924.
- Die Bevölkerung des Amtes Bochum im Jahre 1664. Wattenscheid 1925 (Veröffentlichungen des Archives Wanne; 1).
- Die Kurgenossen des Rates: 1520–1802. In: Quellen und Forschungen zur Geschichte der Stadt Münster i. W. Aschendorff, Münster 1927, S. 119–203.
- Kriegschronik der Stadt Münster 1914/18. Aschendorff, Münster 1930 (Veröffentlichungen der Historischen Kommission für Westfalen; [6],6) (Quellen und Forschungen zur Geschichte der Stadt Münster; 6).
- Bearb.: Urkunden und Akten zur Geschichte von Wattenscheid. Busch, Wattenscheid.
  - Bd. 1: Das Propsteiarchiv Wattenscheid, 1930 (Veröffentlichungen der Historischen Kommission der Provinz Westfalen; 20, 1).
  - Bd. 2: Das Stadtarchiv Wattenscheid und das evangelische Archiv Wattenscheid, 1935 (Veröffentlichungen der Historischen Kommission der Provinz Westfalen; 20, 2).
- Münstersche Chronik zu Novemberrevolte und Separatismus 1918: Tagebücher, Berichte, Akten, Briefe, Zeitungen, Plakate, Bilder. Aschendorff, Münster 1936 (Quellen und Forschungen zur Geschichte der Stadt Münster; 7).
- Münstersche Chronik zu Spartakismus und Separatismus Anfang 1919: Aktenstücke, Berichte, Bilder, Flugblätter, Plakate, Pressestimmen, Tagebücher. Aschendorff, Münster 1939 (Quellen und Forschungen zur Geschichte der Stadt Münster; 10).
- zusammen mit Friedrich Kopp: Der Westfälische Frieden: Vorgeschichte, Verhandlungen, Folgen. Hoheneichen, München 1940.
- Reichsgeschichte der Niederlande: seit der burgundischen Zeit. Volksche Uitgeverij, Amsterdam 1944 (Veröffentlichung der Deutsch-Niederländischen Gesellschaft).
- Hansestädte des Ruhrreviers in Bildern und Beschreibungen: Bochum, Dorsten, Dortmund, Duisburg, Essen, Haltern, Hamm, Hattingen, Recklinghausen, Unna, Werl, Werne. Laupenmühlen & Dierichs, Bochum 1965.
- Das letzte Weistum des Hofesverbandes Velbert. In: Zeitschrift zur Geschichte von Langenberg, Neviges und Velbert, Bd. 3 (1978), S. 23–42.